# Gymnosporia harlandii
Gymnosporia harlandii är en benvedsväxtart som beskrevs av Henry Fletcher Hance. Gymnosporia harlandii ingår i släktet Gymnosporia och familjen Celastraceae. Inga underarter finns listade.